# 김성민 (유도 선수)
김성민(金成民, 1987년 6월 29일 ~ )은 대한민국의 유도 선수로 최중량급인 100 kg 이상급 선수이다. 용인대학교를 졸업하였고, 100 kg 이상급에서 조용철의 1985년 서울 세계선수권 이후 26년만에 2011년 파리 세계선수권에서 동메달을 획득하였다.    
2012년 런던 올림픽 국가대표로 선발되어 출전하여, 준결승전에서 세계 최강인 프랑스의 테디 리네르의 벽을 넘지 못했고, 이어 동메달결정전에서도 브라질의 하파에우 시우바에게 져 메달을 따지 못하고 5위로 경기를 마쳤다.
한국 100 kg 이상급에선 최초로 파리 그랜드슬램 유도대회(2019) 우승과 일본선수들이 체급별 4명씩 나오는 도쿄 그랜드슬램 유도대회에서 3회 우승(2010,2012,2013)하는등 의 기록을 가지고 있다.